# Carpocyon
Carpocyon is een uitgestorven geslacht van hondachtigen (Canidae), binnen de onderfamilie Borophaginae. Carpocyon leefde van het midden-Mioceen tot het vroeg-Plioceen (15,97–4,9 Ma) in Noord-Amerika. Fossielen van Carpocyon werden gevonden in het Florida, Nebraska, Kansas, South Dakota en het Zuidwesten van de Verenigde Staten (in de ruimste betekenis).

## Taxonomie
Carpocyon werd in 1969 benoemd door Webb. Datzelfde jaar nog plaatste Webb Carpocyon in de familie der Canidae. Het duurde tot 1999 vooraleer Carpocyon werd ondergebracht in de onderfamilie der Borophaginae.
Zustergenera van Carpocyon zijn: Borophagus, Epicyon, Paratomarctus, Protepicyon.

## Soorten
- Carpocyon compressus leefde tussen 15,97 en 13,6 Ma. Voor twee fossielen van C. compressus werd een lichaamsgewicht van 17,6 kg en 19,3 kg geschat.[3]

- Carpocyon limosus leefde tussen 10,3 en 4,9 Ma.

- Carpocyon robustus leefde tussen 13,6 en 10,3 Ma. Voor twee fossielen van C. compressus werd een lichaamsgewicht van 24,3 kg en 27,0 kg geschat.[3]

- Carpocyon webbi leefde tussen 15,97 en 4,9 Ma. Voor twee fossielen van C. compressus werd een lichaamsgewicht van 27,2 kg en 30,4 kg geschat.[3]

Voor de exemplaren van Carpocyon waarvoor schattingen van het lichaamsgewicht gemaakt zijn, lijkt het lichaamsgewicht iets lager te liggen dan voor Aelurodon en Protepicyon. Het lichaamsgewicht van Carpocyon lijkt daarentegen hoger te zijn dan het lichaamsgewicht van Paratomarctus. Een dergelijk lichaamsgewicht voor Carpocyon suggereert dat Carpocyon even groot werd als een grote hond of een kleine wolf. Onderzoek door Wang et al. (1999) doet een hypercarnivore levenswijze van Carpocyon vermoeden. Het artikel van Wang et al. (1999) concludeert ook dat de primitievere C. compressus en C. webbi steeds groter lijken te worden doorheen de tijd, waarna een reductie van de grootte plaatsvindt in de meer geëvolueerde C. limosus en C. robustus. Dezelfde auteurs verklaren de uiteindelijke verkleining binnen Carpocyon door de toenemende competitie tussen Carpocyon en andere hondachtigen die in het Mioceen opkomen. Door deze toenemende competitie was Carpocyon waarschijnlijk genoodzaakt zich tevreden te stellen met steeds kleinere prooidieren, waardoor C. limosus en C. robustus minder groot werden dan hun voorouder C. webbi.
Het Mioceen van Noord-Amerika wordt niet alleen gekenmerkt door de aanwezigheid van Carpocyon, maar ook door de voorname aanwezigheid van vele andere geslachten van hondachtigen; voornamelijk Borophaginae, zoals Epicyon (20,6—5,330 Ma), Paratomarctus (16,3—5,3 Ma), Borophagus (23,3—3,6 Ma), Aelurodon (20,4—5,3 Ma). Daarenboven verschijnt met Canis lepophagus (10,3—1,8 Ma) de eerste wolvensoort in het late Mioceen.